# Callipallene longicoxa
Callipallene longicoxa là một loài nhện biển trong họ Callipallenidae. Loài này thuộc chi Callipallene. Callipallene longicoxa được miêu tả khoa học năm 1955 bởi Stock.